# ロイド・モーリス
ロイド・モーリス（Lloyd Morris、1958年11月11日 - ）は、オーストラリアの俳優。ビクトリア州メルボルン出身。

## 略歴
12歳の時に舞台俳優としての活動を開始し、翌年からメルボルン・シアター・カンパニーで活動し、程なくしてテレビでの活動も開始する。18歳でアメリカ合衆国に渡り、ニューヨークのアメリカン・アカデミー・オブ・ドラマティック・アーツで演技を学んだ後、ボストン・シェイクスピア・カンパニーで1年間活動した後、オーストラリアに帰国。

## 出演作品
- Possession（1985年、グレッグ・マッカーサー役）
- ウルトラマンG（1990年 チャールズ・モルガン役）
- ウルトラマンG ゴーデスの逆襲（1990年 チャールズ・モルガン役）
- ウルトラマンG 怪獣撃滅作戦（1990年 チャールズ・モルガン役）